# Hanuš z Fulneka
Hanuš z Fulneka (Hlubčický) (asi 1420–1454), starší syn Václava II. Opavského a blíže neznámé Alžběty z Kravař, byl pánem Fulneka v letech 1445/1449–1454.
Po smrti otce mezi lety 1445 a 1449 získal Fulnek a právo na jednu třetinu Opavska. Hanuš se neoženil a zemřel bezdětný už v roce 1454. Celý svůj podíl odkázal mladšímu bratrovi Janovi III.